# Třída FAC-M
Třída FAC-M je třída raketových člunů myanmarského námořnictva. Celkem má být postaveno 10 člunů této třídy. Dle vyjádření magazínu Kanwa Defense Review jsou tyto raketové čluny nápadně podobné třídě Azmat, vyvinuté v ČLR pro pákistánské námořnictvo.

## Stavba
Prototyp s trupovým číslem (491) byl na vodu spuštěn a dokončen roku 2013, přičemž druhá jednotka (492) byla dokončena roku 2014. Počátkem roku 2015 byly oba čluny předány námořnictvu ke zkouškám.

## Konstrukce
Plavidla mají stealth tvarování nástaveb. Jsou vybavena navigačním radarem Furuno, vzdušným vyhledávacím radarem, námořním vyhledávacím radarem a radarem pro řízení palby kanónu. Jsou vyzbrojena jedním ruským 30mm kanónem AK-630 a čtyřmi čínskými podzvukovými protilodními střelami C-802 (YJ-82) s dosahem 120 km. V zadní části nástavby jsou umístěny dva čtyřhlavňové protiletadlové kanóny (pravděpodobně ruské ZU-23, nebo čínský typ 85).